# Apòcope
L'apòcope (paraula femenina) és un fenomen fonètic que consisteix en la supressió d'un o de diversos fonemes al final d'una paraula.
En català, el fenomen és molt ampli, i pot afectar les pronúncies dels verbs (digues+me > digue'm: cau la s final del verb); en mots acabats en -nt: permanent > permanén (ací parlaríem d'emmudiment); a síl·labes finals en -ada (típic del valencià en general): portada > portà; a síl·labes, fonamentalment en rossellonés o a les Illes Balears: paciència > pacienci o Núria > Nuri; o en el mateix ús de les formes reduïdes dels pronoms personals: prendre-se > prendre's (no confondre amb l'elisió); etc... A més, per exemple, per contagi del castellà: fotografia > foto,  institut >  insti, matemàtiques > mates, col·legi > cole, i als noms propis: Montserrat > Montse, o Barcelona > Barça (Barce).
Un altre fenomen semblant és l'afèresi, en aquest cas la supressió d'un o més d'un fonema a principi de paraula, que sol donar-se en els noms propis de persona: Vicent > Cento (amb l'afegit d'una -o epentètica en valencià) o Eulàlia > Laia; encara que aquest fenomen concret no és fruit del contacte amb un altre mot precedent que n'influeix la pèrdua de la síl·laba.
En les llengües romàniques, és un fenomen característic en llur evolució des del llatí, bé que té un abast més general en unes que en altres: planu > pla, bonu > bo, debemus > devem.
Algunes llengües tenen alternances entre formes plenes i formes apocopades determinades per regles gramaticals segons el context i la posició de la paraula, com per exemple, les parelles de paraules castellanes un/uno, gran/grande, san/santo; o les italianes un/uno, bel/bello.
En retòrica, l'apòcope és una figura usada com a llicència poètica, que consisteix en la supressió d'una o més síl·labes o sons àtons al final d'un mot.